# Tecnología vestible

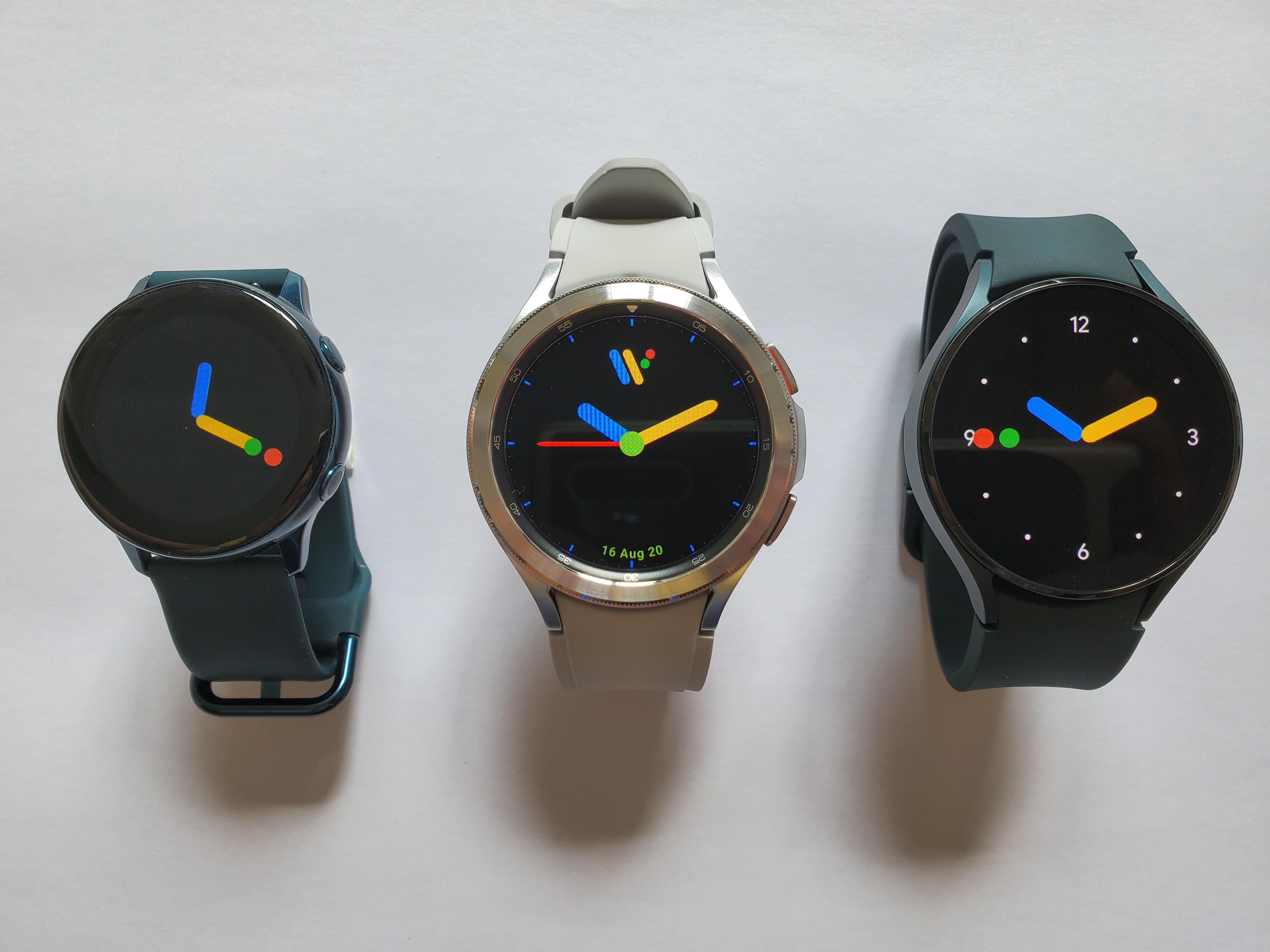
Reloj inteligente

La tecnología ponible o vestible (del inglés wearable technology), tecnología corporal, ropa tecnológica, ropa inteligente, o  electrónica textil,  son dispositivos electrónicos inteligentes incorporados a la vestimenta o usados corporalmente como implantes o accesorios que pueden actuar como extensión del cuerpo o mente del usuario.[4][5]
Los dispositivos vestibles, como los monitores de actividad, son un buen ejemplo del Internet de las cosas, puesto que cosas como la electrónica, software, sensores y conectividad son mecanismos que permiten a los objetos intercambiar información a través de Internet con un fabricante, operador u otros dispositivos conectados, sin necesitar de la intervención humana.
La tecnología vestible tiene una variedad de aplicaciones que crece en medida que el campo de conocimiento se expande. Se ha popularizado con el consumo exponencial de los relojes inteligentes y los seguidores de actividad. Aparte de usos comerciales, esta tecnología está siendo incorporada a la navegación de sistemas, avances en la industria textil y la salud. 

## Historia

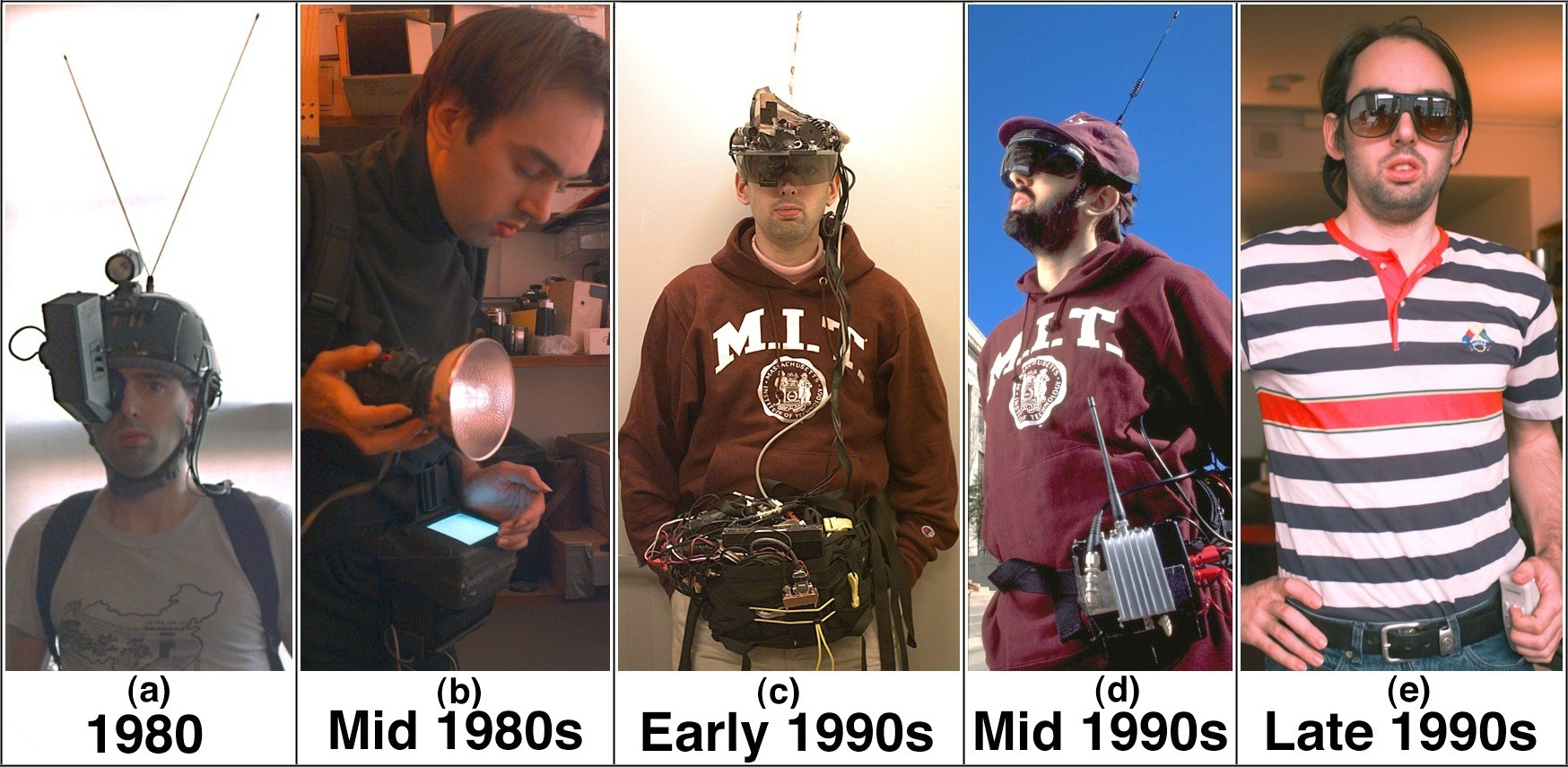
Evolución del dispositivo vestible WearComp de Steve Mann desde la década de 1980 hasta modelos más actuales

La historia de la tecnología vestible se inicia con el reloj, el cual ha sido usado desde 1500, cuando el inventor alemán Peter Henlein creó pequeños relojes que eran usados como collares. Un siglo después, los hombres empezaron a llevar relojes en los bolsillos al convertirse el chaleco en una prenda de moda, lo que condujo a la creación de los relojes de bolsillo. Los relojes de manilla fueron inventados en 1600 y en su mayoría eran usados por mujeres como brazaletes. En 1904, el aviador Alberto Santos-Dumont fue pionero en el uso del reloj de pulsera al ser un elemento que no ocupaba sus manos a la hora de volar, esto probó que la muñeca es una parte del cuerpo adecuada para usar reloj Las personas empezaron a crear ponibles para usar en diferentes ocasiones, desde herramientas que ayudan a ganar en juegos de apuestas, anillos usados como dispositivos computacionales para comerciantes, hasta vendas electrónicas usadas para vestuarios en teatro y cámaras para pájaros que toman fotos aéreas, entre otros.
Entendiendo vestible solo como aquel dispositivo electrónico capaz de ser programado por el usuario para realizar acciones complejas, el primero lo inventó Steve Mann al final de la década de los 70. 

Steve Mann, profesor de la Universidad de Toronto, fue aclamado como el padre de los dispositivos vestibles y el primer participante virtual en el debate del ISSCC, por el moderador Woodward Yang de la Universidad de Harvard (Cambridge Mass.).
— IEEE ISSCC 8 de febrero de 2000

La tecnología vestible moderna está relacionada con la computación ubicua y con la historia y desarrollo de la computadora corporal puesto que los desarrolladores han intentado mejorar o extender la funcionalidad de la ropa y han intentado crear dispositivos vestibles como accesorios que proveen a los usuarios con sousveillance —la grabación de una actividad por un participante en la actividad, típicamente a través de pequeñas tecnologías personales portátiles—. Rastrear información como el movimiento, pasos y el ritmo cardiaco hace parte del movimiento del yo cuantificado.
En 2004, la marca de diseño de modas CuteCircuit expuso HugShirt en el CyberArt festival de Bilbao, España. HugShirt estaba diseñada para tele-transmitir el tacto a distancia, se diferencia de tecnologías vestibles previas (como relojes o cascos de la computación vestible en los 90) porque el producto es la primera tecnología que tomó la verdadera forma de una prenda de vestir. Asimismo, fue la primera prenda con conexión a Bluetooth e internet, lo que la llevó a aparecer en el artículo Mejores inventos del año de la revista Time.
En el 2008, Ilya Fridman incorporó un micrófono con Bluetooth escondido en un par de aretes. Fitbit puso a la venta su primer dispositivo vestible en 2009 y desde entonces se han enfocado en crear pulseras y relojes de actividad.
En los años siguientes, los relojes inteligentes han empezado a ser fabricados por grandes compañías como el Galaxy Gear  de Samsung (2013) y el Apple Watch (2015).

## Características
Las características de los dispositivos vestibles pueden variar conforme a su uso. Algunas de sus características generales son:
1. Portabilidad: Los wearables están diseñados para ser dispositivos ligeros, pues se pueden llevar en el cuerpo, como relojes inteligentes y pulseras de actividad. [13]
2. Sensores Integrados: Los wearables suelen incorporar diversos sensores, como acelerómetros y monitores de frecuencia cardíaca, para proporcionar datos de salud y actividad física.[14]
3. Conectividad: Muchos dispositivos ponibles ofrecen conectividad inalámbrica, como Bluetooth, para sincronizarse con teléfonos inteligentes y otros dispositivos.[15]
4. Monitorización de la Salud: Los wearables a menudo incluyen funciones de monitorización de la salud, como el seguimiento de la frecuencia cardíaca y la calidad del sueño.[16]
5. Notificaciones y Alertas: Estos dispositivos permiten recibir notificaciones y alertas de mensajes y llamadas en varias ocasiones.[15]
6. Duración de la Batería Eficiente: Debido a su diseño y funcionalidad se busca un uso de batería eficiente, el cual permita que los dispositivos se puedan usar de manera portátil.[17]
7. Interfaz de Usuario Minimalista: Las interfaces de usuario suelen tener diseños simples y minimalistas, con pantallas táctiles o interfaces basadas en gestos.[18]
8. Personalización y Estilo: Muchos wearables ofrecen opciones de personalización en términos de diseño y estilo para adaptarse a las preferencias del usuario, mas esto depende del fabricante.[19]
9. Aplicaciones Específicas: Los wearables pueden ejecutar aplicaciones específicas conforme al tipo de dispositivo que sea, tal como aplicaciones para ejercitarse en relojes.[14]
10. Resistencia al Agua y al Polvo: Algunos wearables están diseñados para ser resistentes al agua y al polvo debido a su uso portátil.[15]
11. Inteligencia Integrada: Algunos dispositivos vestibles incorporan capacidades de inteligencia artificial para mejorar la interpretación de datos y proporcionar recomendaciones personalizadas.[20]

## Usos
Dos tipos de dispositivos vestibles han despegado: Relojes digitales y los seguidores de actividad. En 2012, ABI Research pronosticó que las ventas de los relojes inteligentes llegarían a los $1.2 millones de dólares en 2013, ayudado por la alta penetración de los teléfonos inteligentes en muchos mercados globales, la gran fiabilidad y bajo costo de los sensores MEMS, la conectividad energéticamente eficiente como el Bluetooth 4.0 y el próspero ecosistema de las apps.
Otro campo de aplicación para la electrónica vestible es monitorear sistemas para el cuidado de adultos mayores o ayuda médica. Los sensores vestibles tienen un gran potencial en generar big data, con una gran aplicabilidad en biomedicina, por lo que los investigadores están dejando de enfocarse en bases de datos y se han interesado en el desarrollo de algoritmos inteligentes que recogen información valiosa de esas bases de datos, utilizando la técnica de minería de datos como la clasificación estadística o la red neuronal artificial.
Esta tecnología también puede recolectar datos biométricos como el ritmo cardíaco, ondas cerebrales y bio-señales musculares del cuerpo humano para proveer información valiosa en el campo de la salud y el bienestar.
Otra tecnología vestible popular involucra la realidad virtual. Los cascos de realidad virtual han sido producidos por diferentes compañías para computadoras, consolas y dispositivos móviles. En el 2016 Google lanzó sus gafas: Google Daydream.
Además de las aplicaciones comerciales, la tecnología vestible está siendo investigada y desarrollada para múltiples usos. El Instituto de Tecnología de Massachusetts es uno de los muchos centros de investigación que está desarrollando y prototipando tecnologías en este campo, como por ejemplo la tecnología háptica, para ser integrada en la siguiente generación de wearables.
Los dispositivos vestibles continúan evolucionando, sobrepasando los dispositivos y explorando nuevas fronteras como los textiles digitales. Sus aplicaciones implican usar telas para integrarles funciones como las de un código QR.

### Tecnologías vestibles en medicina
La tecnología vestible es a menudo usada para monitorear la salud de los usuarios. Dado que estos dispositivos están en constante contacto con el usuario, pueden fácilmente recolectar datos como:
- Ritmo cardíaco
- Saturación de oxigeno
- Quema de calorías
- Pasos dados
- Presión arterial
- Liberación de ciertos bioquímicos
- Ejercicio realizado

Estas funciones suelen estar integradas en un mismo dispositivo, como un monitor de actividad o un reloj inteligente. 
Actualmente, otras aplicaciones en el cuidado de la salud están haciendo exploraciones como:
- Control de alcoholemia[26]
- Medir el desempeño atlético[27]
- Monitorear que tan enfermo el paciente está[28]
- Aplicaciones para evaluaciones de riesgos para la salud[29]

Mientras que los vestibles pueden recolectar datos de manera aditiva, aún deben analizar o llegar a conclusiones avanzadas de esos datos. Esta tecnología aún no logra diferenciar las necesidades de un paciente en específico, solo pueden recolectar datos. Por esta razón, los vestibles son principalmente usados para información de bienestar general, pero no para tomar decisiones sobre la salud propia. 

### Tecnologías vestibles en entretenimiento
Los wearables se han expandido al espacio del entretenimiento al crear nuevas maneras de experimentar los medios digitales. Los cascos de realidad virtual y gafas de realidad aumentada ejemplifican esta tecnología en el entretenimiento. La influencia de estas invenciones son vistas principalmente en la industria de los videojuegos como Oculus Rift, HTC Vive y Google Daydream que aspira a crear experiencias más inmersivas al simular vivencias en primera persona. Las gafas de realidad aumentada están actualmente siendo desarrollados por varias compañías.  Los Spectacles de Snap Inc. son gafas que graban desde la perspectiva del usuario y las conectan con un dispositivo móvil para postear videos en Snapchat

#### Videojuegos
La creación del primer casco de realidad virtual puede ser acreditado al cinematógrafo Morton Heilig, que creó un dispositivo llamado Sensorama en 1962. Era un dispositivo tan pesado que debía ser sostenido por una máquina de suspensión.
En el 2016 Sony presentó su primer dispositivo de realidad virtual portable llamado proyecto Morpheus que luego pasó a ser conocido como PlayStation VR en 2018.
A inicios de 2019 Microsoft lanzó las HoloLens 2 que van más allá de solo la realidad virtual y se mezclan con la visón real. El objetivo es que sean usados principalmente por los profesionales para ayudarlos en labores complejas. 

### Tecnologías vestibles en Moda
Las prendas tecnológicas son «piezas y accesorios que combinan estética y estilo con funcionalidad tecnológica». Las prendas son la interfaz para el exterior mediado por la tecnología digital. Esto permite infinitas posibilidades para una personalización dinámica del vestir. Toda la ropa tiene funciones sociales, psicológicas y físicas; sin embargo con el uso de la tecnología esto puede ser amplificado.

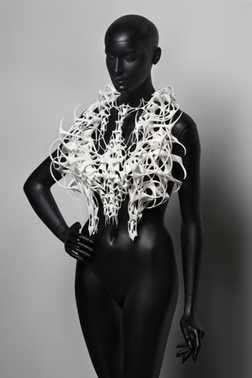
Plástico (polvo de poliamida); realizado mediante tecnología de impresión 3D, sinterización selectiva por láser.

Los vestibles se han pensando desde una perspectiva funcional o desde una perspectiva estética, cuando son para un fin funcional los diseñadores e ingenieros crean comodidad o conveniencia al usuario, esas dos disciplinas se han unido para incorporar la tecnología en la producción de las prendas de manera que se pueda dar agencias que faciliten la vida del usuario. Por ejemplo, los textiles inteligentes tiene un contacto directo con el usuario por lo que permite sensar sus movimientos, esto ayuda a abordar asuntos como la privacidad, comunicación y bienestar. Para el 2018, los wearables están creciendo rápidamente y de manera que se encuentras bajo los estándares de la moda para crear prendas con estilo y cómodas.

##### Proyecto Jacquard
El proyecto Jacquard pertenece a Google y está liderado por Iván Poupyrev, que ha combinado ropa con tecnología. Es una colaboración de Google con Levi Strauss para crear una chaqueta que tiene áreas sensibles al tacto para controlar el celular. 

##### Intel
Intel se alió con la marca Chromat para crear un sujetador deportivo que responde a los cambios de cuerpo en el usuario, así como un vestido impreso en 3D con fibra de carbon que cambia de color según los niveles de adrenalina del usuario.

##### Iris Van Herpen
Los textiles inteligentes y la impresión 3D se han incorporado a la alta costura por la diseñadora Iris Van Herpen. Ella es la primera diseñadora en usar impresión 3D, una tecnología para hacer prototipado rápido, en la industria de moda.
Proyecto Spora
La empresa Enyectech diseño junto al Instituto Tecnológico de Buenos Aires el proyecto Spora. Que combina tecnología bluetooth y sensores de movimientos. Este proyecto permite medir la temperatura corporal en un bebe, hasta medir la glucosa.